# Бельтран, Карлос
Карлос Иван Бельтран (исп. Carlos Iván Beltrán; родился 24 апреля 1977 года в городе Манати, Пуэрто-Рико) — пуэрто-риканский бейсболист, выступающий за клуб главной лиги бейсбола «Хьюстон Астрос». Играет на позиции правого и центрального аутфилдера.

## Карьера
Выбран «Канзас Сити Ройялс» в драфте 1995 года и подписал контракт с командой ранга-A для новичков «Wilmington Blue Rocks».
Дебютировал в МЛБ 14 сентября 1998 года в поединке против «Окленд Атлетикс». Карлос вышел совершил один хит, два рана и получил один уолк. Всего в первом году выходил на биту в 15 поединках.
Сезон 1999 года Карлос начал основным центрфилдером «Королей», а после своей отличной результативности в середине лета был переведён на позицию третьего номера в списке отбивающих. Первый хоум-ран выбил 10 апреля 1999 года в поединке против «ЧиСокс» с подачи Хайме Наварро, провалившего свой старт. В сезоне Карлос выбил в общем числе 22 хоум-рана при 108 RBI и проценте отбивания 0,293. Это принесло ему награду лучшему новичку Американской Лиги.
27 сентября 1999 года получил страйкаут с подачи реливера «Тайгерс» Тодда Джонса, тем самым став последним игроком, выходящим на биту на «Тайгер-стэдиуме», который был закрыт, проработав 87 лет, а в 2009 году снесён.
В сезоне 2000 года провёл только 98 игр из-за травмы и последующей потери места в основе, которое занял Джонни Деймон. После сезона Деймон был обменян в «Окленд», Карлос вернулся в аутфилд и подтвердил свою значимость, выбив 24 хоум-рана и получив 104 RBI при показателе отбивания 0,306.
Карлос также оставался лидером команды и на следующие два сезона, стбильно набирая за сезон более 20 хоумеров и более 100 RBI.
Сезон 2004 года Карлос начал невероятно, выбив 8 хоум-ранов и 19 RBI в апреле, став лучшим игроком месяца. Это усилило слухи о его обмене в другую команду. Впоследствии их подтвердил владелец «Королей».
Обмен произошёл 24 июня 2004 года. Он затронул три стороны — «Атлетикс», «Астрос» и «Роялс». Карлос перешёл в «Хьюстон», питчер Октавио Дотель перешёл из «Хьюстона» в «Окленд», «Роялс» пополнили два молодых игрока — питчер Майк Вуд и третий базовый Майк Тиэн, доставшиеся от «Атлетикс», и кэтчер Джон Бак, пришедший из «Астрос».
Ещё до своего обмена, Карлос был выбран стартовым центрфилдером в Матч Всех Звёзд 2004 от Американской Лиги, однако перейдя в Национальную, потерял своё место, однако из-за травмы Кена Гриффи-младшего, заменил его в старте, став первым игроком, выбранным одной лигой, но игравшим за другую.
«Хьюстон» играл достаточно неплохо, и усиление ему было нужно для удачной игры в Постсезоне. Своё первое участие в нём Карлос ознаменовал повторением рекорда Барри Бондса 2002 года, выбив 8 хоум-ранов. Шесть из них он выбил подряд, начиная с последней игры в серии с «Брэйвз», выбив там дважды, и выбивая в четырёх матчах подряд в Финальной Серии Национальной Лиги против «Кардиналов». Однако «Астрос» проиграли эту серию и завершили сезон.
После сезона 2004 года, Бельтран стал свободным агентом. Основным претендентом на него считались «Янкис», однако он подписал семилетний контракт на 119 млн долларов с другими ньюйоркцами — «Метс».
В первом своём сезоне Бельтран больше обживался, оттого его статистика не слишком впечатляла — 16 хоумеров, 76 RBI и процент отбивания 0,266. Этому способствовала и травма, полученная 11 августа 2005 года в поединке против «Падрес», когда Карлос столкнулся головами с правым аутфилдером Майком Кэмероном, когда оба пытались совершить дайвинг кэтч.
Сезон 2006 года показал, что Карлос освоился в новой команде. Отметку в 16 хоум-ранов, выбитую в предыдущем сезоне, Карлос преодолел уже 2 июня. Впечатляет его и достижение по грэнд-слэмам, выбив максимальный удар двух играх подряд, 16 и 18 июля, против «Кабс» и «Редс» соответственно. А в играх 29 и 30 июля, против «Брэйвс», он выбил по два хоум-рана в каждой, причём в последней это также был грэнд-слэм.
Выбив 41 хоум-ран в сезоне, Карлос повторил рекорд «Метов» по этому показателю, который был установлен в 1996 году Тоддом Хандли. Значительного успеха Карлос добился и в филдинге, допустив всего два еррора, и имея процент филдинга 0,995. После сезона он стал обладателем Голден Глоув Эворд в НЛ как центрфилдер и Филдинг Байбл Эворд, также на этой позиции. В голосовании за MVP лиги он стал четвёртым, после победителя Рона Ховарда, а также Альберта Пухольса и Лэнса Беркмана.
В том же сезоне Карлос второй раз участвовал в Постсезоне, но его команда, как и два года назад проиграла Финальной Серии Национальной Лиги «Кардиналам».
В сезонах 2007 и 2008 годов Карлос повторял свою репутацию, выбивая 33 и 27 хоум-ранов соответственно и имея 113 RBI в каждом из них. 29 августа 2008 года в поединке против «Марлинов» с подачи Кевина Грегга выбил грэнд-слэм в верху 9 иннинга, выведя «Метс» вперёд со счётом 5-2. Сама игра после низа иннинга закончилась победой, но уже со счётом 5-4. В 2008 году Бельтран вновь выиграл Голден Глоув и Филдинг Байбл.
Пропустив часть сезона 2009 года из-за травмы, Бельтран принял участие только в 81 игре. 24 апреля 2009 года, с подачи Скотта Олсена, Карлос выбил трипл, который принёс ему 1000-й RBI.
13 января 2010 года Карлосу была проведена операция на колене, которую исполнил персональный доктор Бельтрана, что возмутило «Метс», так как по их заявлениям это не было согласовано, однако агент игрока утверждал, что соглашение было получено.
Первую игру в сезоне Бельтран сыграл 15 июля.
12 мая 2011 года Карлос выбил в одной игре три двойных хоум-рана в поединке против «Рокиз». В его карьере три хоумера в одном мачте удалось впервые, для Метов он был лишь восьмым игроком, сделавшим подобное.
28 июля 2011 года Карлос был обменян в «Сан-Франциско», в обратном направлении отправился молодая надежда Зак Уилер. «Меты» также перевели 4 млн. «Гигантам» для содержания 6,5 млн контракта Карлоса, который оканчивался после сезона.
14 сентября 2011 года Карлос выбил два хоум-рана с подачи пичтера «Падрес» Мэта Латоса. Этим он достиг 20-го хоум-рана в сезоне и 300 в карьере.
22 декабря 2011 года Карлос подписал двухлетний контракт на 26 млн долларов с «Кардиналами». Также контракт содержит пункт, по которому его не могут обменять в другую команду. «Сент-Луису» нужен был хороший отбивающий после ухода Пухольса, и они нашли его в лице Бельтрана.
14 мая Карлос был назван игроком неделе в Национальной Лиге. С 7-го по 13 мая он выбил 6 хоум-ранов и сделал 13 RBI.
15 июня в поединке против своей первой команды, «Роялс», он стал первым свитч-хиттером в истории МЛБ, сделавшим 300 хоум-ранов и украв 300 баз. Он стал восьмым членом клуба 300—300.
29 июня в поединке против «Пайрэтс», выбив сингл в третьем иннинге, Карлос достиг отметки в 2000 хитов, став 270 игроком в МЛБ, достигшим этого. На следующий день, он выбил свой 400 дабл, став 170-м игроком, сделавшим это.

## Личная жизнь
Карлос — кузен аутфилдера Раймонда Фуэнтеса, игрока системы «Падрес».
Создал «Карлос Бельтран Бейсбол Академи», располагающуюся в Пуэрто-Рико, обучающих детей от 14 до 18 лет.
Живёт в основном в Порт Вашингтон, в Нью-Йорке, и Манати, Пуэрто-Рико.